# Anoncus brachypus
Anoncus brachypus là một loài tò vò trong họ Ichneumonidae.